# Рим, Мерван
Мерван Рим  (фр. Mourad Merwan Rim) — французский певец и актёр алжирского происхождения.

## Биография
Мурад Мерван Рим родился 13 июля 1977 года в пригороде Парижа, Сарселе в многодетной семье выходцев из Алжира. У Мервана есть пять сестер и старший брат, страдающий олигофренией
Уже в 16 лет он проявлял интерес к музыке, восхищение любимыми исполнителями подтолкнуло его к самостоятельному освоению гитары, фортепиано, ударных. В возрасте 19 лет Мерван потерял отца и был вынужден оставить учебу в колледже и занятия хоккеем, чтоб помогать семье. Смерть отца стала для Мервана толчком, он пообещал себе, что обязательно сделает любимое хобби своей профессией.  Тогда же Мервану удалось поступить в музыкальную школу, которую он посещал втайне от матери, не желая сообщать ей, что бросил колледж. На протяжении девяти месяцев он совмещал изучение музыки, работу ночным барменом и приготовление завтраков в отеле.

## Участие в мюзиклах

### "Десять Заповедей"
В 2000 году Мерван проходил кастинг мюзикла "10 Заповедей" Паскаля Обиспо. В 22 года он получает свою первую роль, входя в труппу в качестве дублера Рамзеса. В этом мюзикле он играет ещё три года, выступая как во Франции, так и в Бельгии, Канаде, Швеции.

### "Гладиатор Спартак"
В мюзикл Максима Ле Форестье и Эли Шураки  Мерван попал в качестве дублера Кристофа Эро в роли Давида, но не отыграл в этой роли ни одного спектакля. Мерван однажды спас мюзикл, практически экспромтом заменив Алана Шенневьера в роли Краса. Он также  исполнял второстепенную роль гладиатора, что и попало в ДВД-версию мюзикла.

### "Король-Солнце"
Несколько месяцев спустя Мерван получил свою самую знаменитую роль - роль герцога де Бофора в мюзикле "Король-Солнце". Мюзикл имел оглушительный успех и приобрел множество поклонников по всему миру.

### "Моцарт, Рок-опера"
В 2009 году Мерван исполнил сразу две небольшие роли в мюзикле "Моцарт, Рок-опера", где он играет трактирщика и демонического клоуна. Помимо этого Мерван не единожды выходил на сцену в роли Сальери, заменяя Флорана Мота. Не участвовал с 2016 года в нескольких сезонах мюзикла из-за травмы ноги, но в 2018 в Шанхае снова вышел на сцену, на этот раз исполнив роль Леопольда Моцарта.

## Сольная карьера
В 2007 году Мерван записал два дуэта с канадской певицей Марилу, на песню "Danser sur la lune" был снят клип.
В 2008 Мерван отправился в турне по Франции в поддержку своего будущего альбома, исполняя как свои песни, так и кавер-версии известных песен. Обстоятельства сложились так, что этот альбом так и не был выпущен.
Помимо этого, несколько раз Мерван выступал в первой части концертов певицы Дженифер.
В 2011 году вышел его первый сингл "Vous", на который впоследствии был  снят клип.
Сольный альбом Мервана,  "L'échappée" вышел 12 марта 2012 года. До сентября 2013 года Мерван находился в турне "L'échappée".
В начале 2014 года Мерван объявил публике о подготовке нового сольного альбома.
4 мая 2015 года вышел первый сингл нового альбома под названием "Hurry up"

## Телевизионные проекты
Самым серьезным проектом Мервана на ТВ является участие в передаче "Ice Show" на канале M6. С 27 ноября 2013 года на протяжении месяца Мерван выступал на льду под руководством фигуриста Гвендаля Пейзера. Несмотря на высокие оценки судей и зрителей, Мерван не стал победителем шоу.

## Личная жизнь
C 2007 года состоит в отношениях с французской журналисткой и фотографом Беранжер Ноге (Bérangère Noguès), у них есть сын Ромэн (Roman), родившийся 14 января 2009 . 6 мая 2015 года Мерван сообщил, что в их семье родился второй сын Карл (Carl).

## Награды и номинации
- В 2012 году был номинирован на NRJ Music Awards в номинации « NRJ Music Awards. Франкоязычное открытие года».